# Lina Jacques-Sébastien
Lina Jacques-Sébastien (née le 10 avril 1985 à Créteil) est une athlète française spécialiste du 100 et du 200 mètres.

## Carrière
Elle fait ses débuts sur la scène internationale grâce à son entraineur, Pascal Houdayer lors des Championnats du monde juniors 2004 de Grosseto en se classant sixième du 100 m et en remportant la médaille de bronze du relais 4 × 100 mètres aux côtés de ses coéquipières de l'équipe de France. En 2005, elle termine deuxième des Championnats d'Europe espoirs et deuxième des Jeux méditerranéens.
Éliminée dès les séries du 4 × 100 m lors des Jeux olympiques de 2008 à la suite d'un mauvais passage de témoin, Lina Jacques-Sébastien se classe deuxième des Jeux de la Francophonie 2009.
Licenciée à l'US Créteil depuis ses débuts, Lina part en 2005 s'entrainer pendant trois ans à Nice avec Laurence Bily,  aujourd'hui elle s'entraine avec Giscard Samba-Koundy.
Lors des championnats d'Europe d'athlétisme de 2010, Lina termine 5e du 200 m en 22 s 59, battant son record personnel dans une course emportée par son amie, Myriam Soumaré. Elle est reclassée 4e en 2017. Le lendemain, elle remporte une médaille d'argent avec le relais 4 × 100 m. (Soumaré/Mang/Jacques-Sébastien/Arron).
Lors des championnats de France en salle 2012, elle termine seconde de la finale du 200 m dans un temps de 23 s 15 juste derrière les 23 s 11 de la gagnante Myriam Soumaré devenant ainsi vice-championne de France 2012 du 200 mètres en salle.

## Records personnels
- 60 m : 7 s 35 (2008)
- 100 m : 11 s 30 (2008)
- 200 m : 22 s 59 (2010)

## Palmarès

### International
| Date | Compétition                       | Lieu      | Résultat | Épreuve   |
| ---- | --------------------------------- | --------- | -------- | --------- |
| 2004 | Championnats du monde juniors     | Grosseto  | 6e       | 100 m     |
| 2004 | Championnats du monde juniors     | Grosseto  | 3e       | 4 × 100 m |
| 2005 | Championnats d'Europe espoirs     | Erfurt    | 2e       | 100 m     |
| 2005 | Championnats d'Europe espoirs     | Erfurt    | 6e       | 200 m     |
| 2005 | Championnats d'Europe espoirs     | Erfurt    | 1re      | 4 × 100 m |
| 2009 | Jeux de la Francophonie           | Beyrouth  | 6e       | 200 m     |
| 2009 | Jeux de la Francophonie           | Beyrouth  | 2e       | 4 × 100 m |
| 2010 | Championnats d'Europe par équipes | Bergen    | 3e       | 200 m     |
| 2010 | Championnats d'Europe par équipes | Bergen    | 2e       | 4 × 100 m |
| 2010 | Championnats d'Europe             | Barcelone | 4e       | 200 m     |
| 2010 | Championnats d'Europe             | Barcelone | 2e       | 4 × 100 m |
| 2010 | DécaNation                        | Annecy    | 6e       | 100 m     |
| 2011 | Championnats du monde             | Daegu     | 4e       | 4 × 100 m |

### National
- Vice-championne de France du 200 mètres en 2009 avec 23 s 14 (+ 1,7 m/s)
- Championne de France du 200 mètres en 2010 avec 22 s 86 (+ 0,9 m/s)
- Vice-championne de France du 200 mètres en 2011 avec 22 s 99 (+ 5,0 m/s)